# Johann Ernst von Pirch
Johann Ernst von Pirch (* 1744 in Klein Nossin; † 17. Februar 1783 bei El Puerto de Santa María in Spanien) war französischer Oberst.

## Leben

### Herkunft
Johann Ernst entstammte dem alten pommerschen Adelsgeschlecht Pirch. Seine Eltern waren der polnisch-kursächsische Hauptmann sowie Erbherr auf Klein Nossin, Podel und Daber, Georg Ernst von Pirch (1695–1765) und dessen Ehefrau Dorothea Elisabeth Luise, geborene von Somnitz aus dem Hause Beversdorf (1701–1781). Er hatte zwölf Geschwister, darunter die drei preußischen Generale George Lorenz von Pirch (1730–1797), Franz Otto von Pirch (1733–1813) und Nikolaus Heinrich von Pirch (1736–1808).

### Laufbahn
Seine Erziehung genoss Pirch mit seinen oben genannten Brüdern in Dresden bei seinem Onkel Dubislav Nikolaus von Pirch (1693–1768). 1758 wurde er Page Friedrichs II. den er auf dessen letzten drei Feldzügen des Siebenjährigen Krieges, mit den Aufgaben eines Adjutanten begleitete. 1765 stand Pirch im Grenadier-Bataillon der Garde in Potsdam als Freikorporal. 1766 wurde er zum Fähnrich befördert und 1769 ins Regiment Jung v. Stutterheim in Magdeburg versetzt, wo er wiederum in der Funktion eines Adjutanten zum Leutnant befördert wurde. 1771 wurde Pirch aus dem Preußischen Dienst entlassen.
Im selben Jahr begab er sich nach Frankreich und erhielt 1772 Anstellung als Rittmeister bei der Korsischen-Legion. Pirch kritisierte offen und nachvollziehbar den Ausbildungsstand der französischen Truppen, woraufhin er 1773 zum Major befördert wurde und vom Kriegsminister Louis François de Monteynard, sehr zu dessen anschließender Zufriedenheit, den Auftrag erhielt in den Regimentern v. Anhalt und v. Champagne als Besatzung von Landau die Ausbildung zu übernehmen. In der Folge erhielten sechs französische General-Inspekteure und der Marquis von Contades den Befehl, sich nach Landau zu begeben, um die neu eingeführten Waffenübungen Pirchs zu begutachten.
In Anerkennung seiner Dienste erhielt Pirch 1776 den  St. Louis-Orden vom damaligen Kriegsminister Graf von St. Germain.
1777 zum Oberst-Leutnant befördert wurde Pirch zum Regiment Royal Bavière versetzt. Es folgte die Beförderung zum Colonel. Schließlich nahm er als Regimentskommandeur des Regiments Landgraf von Hessen-Darmstadt 1779 am Englisch-Spanischen Krieg teil und führte seine Truppe zur Belagerung Gibraltars nach Spanien. Er erhielt noch den Befehl, sich über Cádiz mit seinem Regiment nach Amerika, auf den wesentlichen Kriegsschauplatz einzuschiffen, verstarb aber überraschend vor Cadiz.

### Familie
Er vermählte sich mit Philippine-Elisabeth de Vimeur de Rochambeau, comtesse des Salles. Aus der Ehe ging der Sohn Ernst von Pirch (* 1779 in Nancy) hervor. Um dessen Erziehung sich der preußische Kronprinz, spätere König Friedrich Wilhelm II. persönlich kümmerte und ihn 1786 nach Berlin holte. Ernst von Pirch diente 1806 als Seconde-Lieutenant und Regiments-Adjutant im Regiment Garde (No. 15), geriet in der Schlacht bei Jena in Gefangenschaft und trat in das französische Regiment Isenburg ein, weswegen er 1807 in der preußischen Armee als Deserteur kassiert und unehrenhaft entlassen wurde. Angeblich wurde er 1809 von britischen Truppen gefangen genommen, später soll er sich in England niedergelassen haben.